# پارک ملی تاترا، اسلواکی
پارک ملی تاترا (به لاتین: Tatra National Park) یک پارک ملی و منطقه حفاظت‌شده در اسلواکی است که در Tatranská Javorina واقع شده‌است.